# All the Right Noises
All the Right Noises ist der Titel des vierzehnten Studioalbums der britischen Band Thunder. Das Album wurde am 12. März 2021 auf Schallplatte, CD sowie über Online-Musikdienste veröffentlicht.

## Hintergrund
Das Album entstand im dritten Jahr der Präsidentschaft des 45. Präsidenten der USA, Donald Trump, sowie in der Hochphase des sogenannten Brexit. Die Band begann die Arbeit an dem Album in dem Monat, in dem Boris Johnson als Nachfolger von Theresa May zum Premierminister gewählt wurde (Juli 2019). Diese politischen Umstände ließ Sänger Danny Bowes auch in seine Texte zu einigen Liedern des Albums einfließen. So ließ er beispielsweise in dem Lied Force of Nature Donald Trump über sich selbst sprechen, während Last One Out Turn Off the Lights (deutsch sinngemäß: „der Letzte macht das Licht aus“) den Brexit thematisiert. Luke Morley äußerte zudem im Rock It! bezüglich des letzteren Songs: "Ich fühle mich europäisch und habe das Gefühl, dass der Austritt aus der EU Großbritannien 50 Jahre zurückgeworfen hat!"
Den Hauptteil des Songwritings übernahm, wie bei Thunder üblich, Gitarrist Luke Morley. Morley gilt der Band als „Steuermann mit einer klaren Vision,“ der um seine musikalischen Fähigkeiten und das Funktionieren seiner Lieder bei der Studioarbeit weiß und deshalb in der Regel Demos abliefert, die kaum noch der Überarbeitung bedürfen. Dieser Umstand führte zu folgender Aussage Bowes’:

„Ich kann von Glück sagen, dass es sich anhört, als würde jemand die Treppe runterfallen, wenn Luke Morley singt. Ansonsten würde er sich vermutlich auch noch meinen Job unter den Nagel reißen.“

All the Right Noises wurde in den Rockfield Studios in Wales aufgenommen und von Morley produziert. Die Arbeit an dem Album teilte sich in drei Abschnitte; neben den Aufnahmen vom Mai 2019 wurde im November desselben Jahren weiter daran gearbeitet, die finalen Arbeiten fanden im Januar 2020 in Kanada statt, wo Toningenieur Mike Fraser die Abmischung übernahm.
Im Mai 2020 kam die Band in Halesowen noch einmal zusammen und nahm acht der elf aufgenommenen Titel in einer Live-Atmosphäre im Studio Big Red Recorders noch einmal auf.

„Die Ergebnisse haben uns verblüfft. Gerade einmal vier Monate zuvor hatten wir die Albumproduktion abgeschlossen, und doch hatte sich unser Gespür für manches Teilstück, für manches Arrangement schon merklich verschoben. Das hatten wir in einem solchen Ausmaß nicht für möglich gehalten!“

Diese acht Lieder wurden mit der Deluxe-Edition (2 CDs bzw. 4 LPs) von All the Right Noises veröffentlicht, die außerdem vier weitere, in Alicante (Spanien) aufgenommene Studiotracks (Firebird, Hero, Pariah und The Fires That Roar) enthielt. Die LP-Version dieses Albums waren limitiert (1000 Stück, nummeriert); eine ebenfalls limitierte MC-Version des Albums war nur über die Website der Band zu beziehen.
Als Singles wurden Last One out Turn off the Lights, Going to Sin City und You’re Gonna Be My Girl ausgekoppelt und von Musikvideos begleitet.

## Rezeption
In Rocks schrieb Peter Engelking, die Band habe auf dem Album zu "einem sehr lebendigen Sound gefunden, der ihre Musik wieder näher an Alben der goldenen Band-Ära Anfang der Neunziger" heranführe.
Thomas Zimmer bemerkte im selben Heft, zu hörende, möglicherweise unbeabsichtigte Ähnlichkeiten wurzelten „in besten Gefilden.“ Force of Nature nehme Anleihen bei Fleetwood Macs Oh Well, in Last One Out Turn Off the Lights fänden sich „Spurenelemente“ von Whole Lotta Love. Kontraste bildeten „eine Stärke dieses Werks,“ das mit The Smoking Gun einen „zurückhaltenden, bluesigen“ Song mit einer Gitarre biete, die „eine gestopfte Trompete“ imitiere. Dass die Band sich auf Party verstehe, wisse man, und mit Going to Sin City gebe es „wieder so ein Ding inklusive Händeklatschen, was ja bekanntlich ein Schlüsselreiz fürs Feiern“ sei. Der beste Song dieser Kategorie sei vielleicht Don’t Forget to Live Before You Die, der „lässig mit einem effektiven Killer-Riff als Musik gewordener Hedonismus und vielleicht sogar einer kleinen Portion Augenzwinkern“ daherkomme.
Michael Rensen schrieb in Rock Hard, der „Silver Senior“ Danny Bowes habe „auch nach gefühlten drei Erdzeitaltern nichts von seinem knuffigen britischen Arbeiterklasse-Gentleman-Charme verloren“ und brilliere „gewohnt souverän und herzerwärmend über den Sahnegitarren von Bandleader Luke Morley.“ Einige Songs wie „die feisten Riffmonster“ Last One Out Turns Off The Light und Destruction oder das „mit Big-Band-Flair dicke Hose machende“ Going To Sin City seien „etwas aufwendiger und facettenreicher arrangiert.“ Die Band überzeuge aber „vor allem mit ihrem gewohnt cleveren Pubrock, der auch in jedem britischen Stadion funktionieren“ würde. Highlights seien „die sonnigen Hits“ You’re Gonna Be My Girl und She’s A Millionairess und das „leicht melancholische“ St. George’s Day.
All the Right Noises erreichte in der ersten Woche nach dem Erscheinen Platz 3 der britischen, Platz 9 der deutschen, sowie Platz 10 der Schweizer Albumcharts.
Bei der von der Website Design Week durchgeführten Wahl der besten Schallplattencover des Jahres 2021 belegte All the Right Noises den dritten Platz.

## Titelliste
| Nr.          | Titel                               | Autor(en)    | Länge |
| ------------ | ----------------------------------- | ------------ | ----- |
| 1.           | Last One Out Turn Off the Lights    | Luke Morley  | 4:14  |
| 2.           | Destruction                         | Luke Morley  | 5:01  |
| 3.           | The Smoking Gun                     | Luke Morley  | 4:48  |
| 4.           | Going to Sin City                   | Luke Morley  | 3:56  |
| 5.           | Don’t Forget to Live Before You Die | Luke Morley  | 4:22  |
| 6.           | I’ll Be the One                     | Luke Morley  | 4:28  |
| 7.           | Young Man                           | Luke Morley  | 5:53  |
| 8.           | You’re Gonna Be My Girl             | Luke Morley  | 4:12  |
| 9.           | St. George’s Day                    | Luke Morley  | 4:03  |
| 10.          | Force of Nature                     | Luke Morley  | 4:06  |
| 11.          | She’s a Millionairess               | Luke Morley  | 3:16  |
| Gesamtlänge: | Gesamtlänge:                        | Gesamtlänge: | 48:19 |

| Nr. | Titel                                                       | Autor(en)   | Länge |
| --- | ----------------------------------------------------------- | ----------- | ----- |
| 1.  | Last One Out Turn Off the Lights                            | Luke Morley | 4:14  |
| 2.  | Destruction                                                 | Luke Morley | 5:01  |
| 3.  | The Smoking Gun                                             | Luke Morley | 4:48  |
| 4.  | Going to Sin City                                           | Luke Morley | 3:56  |
| 5.  | Don’t Forget to Live Before You Die                         | Luke Morley | 4:22  |
| 6.  | I’ll Be the One                                             | Luke Morley | 4:28  |
| 7.  | Young Man                                                   | Luke Morley | 5:53  |
| 8.  | You’re Gonna Be My Girl                                     | Luke Morley | 4:12  |
| 9.  | St. George’s Day                                            | Luke Morley | 4:03  |
| 10. | Force of Nature                                             | Luke Morley | 4:06  |
| 11. | She’s a Millionairess                                       | Luke Morley | 3:16  |
| 12. | Firebird (Bonustrack)                                       | Luke Morley | 4:13  |
| 13. | Hero (Bonustrack)                                           | Luke Morley | 4:12  |
| 14. | The Fires That Roar (Bonustrack)                            | Luke Morley | 4:23  |
| 15. | Pariah (Bonustrack)                                         | Luke Morley | 4:36  |
| 16. | Destruction (Live Studio Recording)                         | Luke Morley | 6:59  |
| 17. | Going to Sin City (Live Studio Recording)                   | Luke Morley | 4:25  |
| 18. | I’ll Be the One (Live Studio Recording)                     | Luke Morley | 4:35  |
| 19. | She’s a Millionairess (Live Studio Recording)               | Luke Morley | 4:14  |
| 20. | Last One Out Turn Off the Lights (Live Studio Recording)    | Luke Morley | 4:25  |
| 21. | Don’t Forget to Live Before You Die (Live Studio Recording) | Luke Morley | 4:43  |
| 22. | You’re Gonna Be My Girl (Live Studio Recording)             | Luke Morley | 4:25  |
| 23. | Young Man (Live Studio Recording)                           | Luke Morley | 6:35  |